# Jules C. Stein
Jules C. Stein (ur. 26 kwietnia 1896 w South Bend, zm. 29 kwietnia 1981 w Los Angeles) – amerykański lekarz i biznesmen.

## Życiorys
Jules C. Stein urodził się 26 kwietnia 1896 roku. Ukończył studia na uniwersytecie w Chicago. Po studiach podyplomowych na uniwersytecie w Wiedniu został szefem w okulistyce w Cook County Hospital w Chicago. W 1924 roku założył Music Corp of America (MCA). Grał na skrzypcach i saksofonie, aby sfinansować swoje studia. Zmarł 29 kwietnia 1981 roku w wieku 85 lat. Nabożeństwo żałobne odbyło się w Jules Stein Eye instytutu w Los Angeles. Posiada swoją gwiazdę na Hollywoodzkiej Alei Gwiazd.